# Mutsuzawa
Mutsuzawa (睦沢町?) è una cittadina giapponese della prefettura di Chiba.